# Política de Guinea Equatorial
La Política de Guinea Equatorial es desembolica en el marc d'una república presidencialista i unitària, mitjançant el qual el President és alhora el cap d'Estat i cap de govern. El poder executiu és exercit pel govern. El poder legislatiu resideix al govern i la Cambra dels Representants del Poble.

## Les condicions polítiques
En el període següent a la concessió per part d'Espanya de l'autonomia local a Guinea Equatorial en 1963, va haver-hi una gran activitat dels partits polítics. Els partits bubis i fernandinos preferien la separació de Riu Muni o una federació desigual. Ètnicament els partits amb base en Riu Muni estaven a favor de la independència d'un país unit que comprengués Bioko i Riu Muni, en última instància, aquesta enfocament va ser el que va guanyar. El Moviment per a l'Autodeterminació de l'Illa de Bioko (MAIB), que propugna la independència de l'illa sota control bubi, és una de les conseqüències de l'època immediatament anterior a la independència.
Guinea Equatorial es va convertir oficialment independent d'Espanya el 12 d'octubre de 1968. Des de llavors, el país ha tingut dos presidents: Francisco Macías Nguema, l'ex alcalde de Mongomo sota el govern colonial espanyol, i Teodoro Obiang Nguema Mbasogo (nebot de Macías), qui ha governat des de 1979, quan va organitzar un cop d'estat militar i va executar Macías.
La constitució de 1991 de Guinea Equatorial dona Obiang amplis poders, incloent el nomenament i destitució dels membres del gabinet, pot crear lleis per decret, dissoldre la Cambra de Representants, la negociació i ratificació de tractats i pot convocar a eleccions legislatives anticipades. Obiang manté el seu paper com a comandant en cap de les forces armades i de ministre de defensa, i manté una estreta supervisió de l'activitat militar. El Primer Ministre és nomenat pel President i opera en virtut dels poders atorgats pel President. El Primer Ministre coordina les activitats del govern en altres àrees, com a afers exteriors, defensa i seguretat nacionals.
Després de l'arribada de Macías al poder, l'activitat política va cessar en gran manera a Guinea Equatorial. Molts opositors es van exiliar a Espanya i en altres llocs, agitats per les reformes, alguns d'ells havien estat empleats als governs de Macías i Obiang. Després que les activitats polítiques a Guinea Equatorial anessin legalitzades en la dècada de 1990, alguns líders de l'oposició van tornar a intentar fer política, però les accions repressives han continuat de forma esporàdica.
Amb la insistència de les Nacions Unides, els Estats Units, Espanya i altres països donants, el govern va emprendre un cens electoral en 1995. Les primeres eleccions municipals, totalment impugnades, es van dur a terme al setembre. La majoria dels observadors coincideixen que les eleccions van ser relativament lliures i transparents i que els partits de l'oposició van obtenir entre dos terços i tres quartes parts del total de vots. El govern va retardar l'anunci dels resultats i va afirmar llavors una molt dubtosa victòria amb el 52% dels vots en general i l'obtenció de 19 dels 27 consells municipals. El Consell de Malabo va ser per a l'oposició. A principis de gener 1996 Obiang va convocar eleccions presidencials que se celebrarien en sis setmanes. La campanya es va veure entelada per denúncies de frau, i la majoria dels altres candidats es van retirar en l'última setmana. Obiang va afirmar que va ser reelegit amb el 98% dels vots. Els observadors internacionals van coincidir que l'elecció no va ser lliure ni justa. En un intent de fer callar als seus crítics, Obiang va anunciar el seu nou gabinet, donant carteres de menor importància a algunes persones identificades pel govern com de l'oposició.
Des de la independència, els dos Presidents (Macías i Obiang) han estat les forces polítiques dominants a Guinea Equatorial. Des de 1979, el president Obiang ha estat frenat únicament per la necessitat de mantenir un consens entre els seus assessors i partidaris polítics, la majoria dels quals provenen de la família Nguema a Mongomo, en la part oriental de Riu Muni. La família Nguema és part del subclan esangui dels fang. Presumptes intents de cop en 1981 i 1983 van aixecar poca simpatia entre la població.
Sota el govern del president Obiang, a les escoles se'ls va permetre tornar a obrir i es va ampliar l'educació primària, i els serveis públics i carreteres van millorar, si es compara amb la tirania de Macías. Se li ha criticat per no dur a terme veritables reformes democràtiques. La corrupció i un sistema judicial disfuncional pertorben el desenvolupament de l'economia de Guinea Equatorial i la societat. Al març de 2001 el President va nomenar un nou Primer Ministre, Cándido Muatetema Rivas, i va substituir a diversos ministres percebuts com especialment corruptes. No obstant això, el pressupost del govern encara no inclou tots els ingressos i despeses. El Programa de les Nacions Unides per al Desenvolupament ha proposat un programa de govern d'àmplies reformes, però el Govern de Guinea Equatorial no ho aplica degudament.
Encara que a Guinea Equatorial manca d'una tradició democràtica ben establerta comparable a les democràcies desenvolupades d'Occident, s'ha progressat lleument cap al desenvolupament d'un sistema polític participatiu des de les repressives condicions dels anys de Macías. En el poder des de 1979, el Govern d'Obiang ha avançat poc per estimular l'economia. Les condicions extremadament greus per a la salut persisteixen, i el sistema educatiu segueix estant en una situació desesperada. A pesar que molts dels abusos i les atrocitats que van caracteritzar els anys de Macías han estat eliminats, no hi existeix un estat de dret eficaç. La llibertat religiosa és tolerada.
El 15 de desembre de 2002 els quatre principals partits d'oposició de Guinea Equatorial es van retirar de les eleccions presidencials del país. Obiang va guanyar les eleccions, àmpliament considerades fraudulentes pels membres de la premsa occidental.
D'acord amb un perfil de la BBC de març de 2004, la política al país és actualment dominada per les tensions entre el fill de Teodoro Obiang (conegut per l'àlies de Teodorín), i altres parents propers amb posicions de poder en les forces de seguretat. La tensió pot tenir el seu origen en un canvi de poder a causa de l'augment espectacular des de 1997 en la producció de petroli.
Un informe de novembre de 2004 va afirmar que Mark Thatcher va recolzar financerament un intent al març 2004 per enderrocar Obiang organitzat per Simon Mann. Diversos declaracions esmenten al MI6 britànic, la CIA, i a Espanya com a suposats partidaris tàcits de l'intent de cop d'Estat. No obstant això, un informe d'Amnistia Internacional sobre el judici als inculpats destaca el fracàs del govern per demostrar davant el tribunal que el presumpte intent de cop d'Estat hagués tingut lloc alguna vegada.

## Poder executiu
La constitució de 1982 de Guinea Equatorial dona al president poders amplis, com el nomenament i destitució dels membres del gabinet, elaborar lleis per decret, la dissolució de la Cambra de Representants, la negociació i ratificació de tractats i convocar a eleccions legislatives. La Constitució ha estat reformada en diverses ocasions, sent l'última d'elles la reforma de novembre de 2011. El President continua amb el seu paper de comandant en cap de les forces armades i de ministre de defensa, i manté una estreta supervisió de l'activitat militar. El Primer Ministre és nomenat pel President i opera en virtut de poders atorgats pel President. El Primer Ministre coordina les activitats del govern en altres àrees d'afers exteriors, defensa i seguretat nacionals. Teodoro Obiang Nguema Mbasogo va prendre el poder en un cop militar. Nominalment és elegit per vot popular per a un mandat de set anys. Una altra branca oficial del govern és el Consell d'Estat. La principal funció del Consell d'Estat és servir com a guardià en cas de la mort o incapacitat física del President. Està format pels següents membres: el President de la República, el Primer Ministre, el Ministre de Defensa, el President de l'Assemblea Nacional i el President del Consell Econòmic i Social.

## Poder legislatiu
La Cambra de Representants del Poble té 100 membres, triats per a un mandat de cinc anys amb un sistemes de representació proporcional en circumscripcions plurinominals. Guinea Equatorial és nominalment un estat multipartidista, però l'oposició es queixa que en la pràctica funciona com un estat de partit únic, Això significa que només un partit polític, el Partit Democràtic de Guinea Equatorial és, de fet, el que manté el poder efectiu. Encara que els partits menors són permesos, són de fet obligats a acceptar el lideratge del partit dominant.

## Poder judicial
El sistema judicial segueix similars nivells administratius. En la part superior estan el President i els seus assessors judicials (Tribunal Suprem). En ordre descendent estan els Tribunals d'Apel·lacions, els jutges en cap de les divisions, i els magistrats locals. Les lleis i costums tribals són honrats en el sistema judicial formal quan no estiguin en conflicte amb la llei nacional. El sistema judicial actual, que sovint utilitza el dret consuetudinari, és una combinació de la justícia tradicional, civil i militar, i que opera de manera ad hoc per la falta de procediments establerts i d'inexperiència judicial.

## Divisions administratives
Guinea Equatorial es divideix en 7 províncies (províncies, singular - província); Annobón, Bioko Nord, Bioko Sud, Centre Sud, Kié-Ntem, Litoral, Wele-Nzas. El President nomena als governadors de les set províncies. Cada província està dividida administrativament en districtes i municipis (són 30 municipis). El sistema administratiu intern depèn del Ministeri d'Administració Territorial, diversos altres ministeris estan representats en els nivells provincials i de districte.

## Grups en els que participa
- ACCT, Agència per la Comunitat parlant de Llengua Francesa,
- ACP, Estats de l'Àfrica, del Carib i del Pacífic.
- AfDB, Banc Africà del Desenvolupament,
- BDEAC, Central African States Development Bank,
- CEEAC, Comunitat Econòmica dels Estats d'Àfrica Central
- ECA, Comissió Econòmica per a Àfrica
- FAO, Organització de les Nacions Unides per a l'Agricultura i l'Alimentació
- FZ, Franc CFA,
- G-77, Grup dels 77,
- IBRD, Banc Internacional per a la Reconstrucció i el Desenvolupament,
- ICAO, Organització Internacional d'Aviació Civil,
- ICRM, Creu Roja Internacional,
- IDA, Associació per al Desenvolupament Internacional,
- IFAD, Fons internacional per al desenvolupament de l'agricultura,
- IFC, Corporació Internacional de Finances,
- ILO, Organització Internacional del Treball,
- IMF, Fons Monetari Internacional,
- IMO, Organització Marítima internacional,
- Intelsat, Organització internacional de Comunicacions per Satèl·lit,
- Interpol, Organització policial internacional,
- IOC, Comitè Olímpic Internacional,
- ITU, Unió Internacional de Telecomunicacions,
- NAM, Moviment de Països No Alineats,
- OEA; (observador) Organització dels Estats Americans
- OUA, Organització de la Unió Africana,
- OPCW, Organització per la Prohibició de les Armes Químiques,
- UDEAC, Unió duanera i econòmica d'Àfrica Central,
- ONU, Nacions Unides,
- UNCTAD, Conferència de les Nacions Unides sobre Comerç i Desenvolupament,
- UNESCO, Nacions Unides per a l'Educació, Ciència i la Cultura,
- UNIT, Organització de les Nacions Unides per al Desenvolupament Industrial,
- UPU, Unió Postal Universal,
- WHO, Organització Mundial de la Salut,
- WIPO, Organització Mundial de la Propietat Intel·lectual,
- WToO, Organització Mundial del Turisme,
- WTrO;(aplicant), Organització Mundial del Comerç

## Per visionar
- Once Upon a Coup, Documental de la PBS, agost 2009,